# とんび (小説)
『とんび』は、重松清による日本の小説。2003年10月から2004年7月にかけて『中日新聞』と『東京新聞』『北陸中日新聞』（いずれも中日新聞社発行）および『北海道新聞』『西日本新聞』『神戸新聞』などにて連載されていた。挿絵は絵本作家の塚本やすし。
広島県を舞台に、妻を失った父親が息子の反抗期や学校でのトラブル、受験、自立、意外な女性との結婚など様々な困難に直面し、不器用に戸惑い、悩みながらも息子の幸せを第一に考え、周囲の支えを受けながら男手一つで息子を育てた父の半生と親子の絆を描いた作品。
同名でテレビドラマ化され、NHK総合テレビで2012年1月7日（前編）と1月14日（後編）に放送され、TBSでも連続ドラマとして2013年1月13日から3月17日まで放送された。いずれのドラマ化作品もテレビドラマ関連の賞を受賞している。
2022年4月8日より、映画版が公開。

## あらすじ
舞台は瀬戸内海に面した広島県備後市（市名は架空の名称）。高度経済成長時代の1962年（昭和37年）、運送会社に勤務する28歳のヤスは愛妻・美佐子との間に息子・アキラが誕生し、生涯最高の喜びに浸っていた。美佐子とともにアキラの成長を見守り、幸せな日々を過ごしていたが、ある日、ヤスが連れて行った仕事場でアキラを庇った美佐子が事故死してしまう。ヤスはその日から幼くして父親に捨てられた悲しみと美佐子を亡くした後悔を乗り越えながら、アキラを不器用ながら真っ直ぐに育てていく。

## 登場人物
市川安男
本作品の主人公。1934年（昭和9年）、広島県備後市生まれ。旧姓：島野。通称・ヤス。島野家の一人息子として生まれた。実母は出産直後、体調不良で亡くなり、実父は別の女性と再婚し安男を捨てたきり音信が途絶えてしまう。その後、実母の兄である市川夫妻に引き取られ、「島野」から「市川」に改名。伯父夫妻から実の息子として育てられる。某工業高校卒業後、運送会社に就職。1959年（昭和34年）、美佐子と結婚し、3年後の1962年（昭和37年） に長男・旭（通称・アキラ）を儲け1児の父親となる。いい加減で不器用、照れ屋な所があり、酒と煙草が好き。妻・美佐子が事故で亡くなってから、シングルファーザーとして不器用ながらもアキラを優しく真っ直ぐに育てることになる。
市川美佐子
安男の妻。1936年（昭和11年）生まれ。1945年（昭和20年）、疎開中だった9歳の時、同年8月6日に広島市に原爆が投下され、家族を失い戦災孤児となる。その後、岡山、四国の親戚の家へ次々と移り住む。1959年（昭和34年）、安男と結婚し、3年後にアキラを儲ける。1966年（昭和41年）夏頃、2ヵ月後に4歳になるアキラの目の前で庇うようにして木箱の下敷きになり死亡する。
市川旭
安男・美佐子夫妻の長男。1962年（昭和37年）10月生まれ。予定よりも早く生まれたため、2700g足らずであった。通称・アキラ。名前の由来は小林旭の旭から。もし女であれば吉永小百合の小百合の予定であった。母が死んだ本当の理由は知らぬまま育つが、不器用な父親と周りの人々の愛情を受け、「とんびが鷹を生んだ」と称されるほど優秀でまっすぐな青年に成長していく。学力に長けており、高校卒業後は地元を離れ早稲田大学法学部に進学する。

## テレビドラマ

### NHK版（2012年）
2012年1月7日・14日にNHK総合テレビ「土曜ドラマスペシャル」枠で放送された。主演は堤真一。
キャッチコピーは「僕に恨みを抱かせなかった父を誇りに思う。」。英題は『Yasu – A Single Father’s Story』。
2012年10月7日・8日にNHK総合にて再放送された。

#### キャスト（NHK版）
- 市川安男（通称 / ヤス） - 堤真一（幼少期：矢部光祐）
- 市川アキラ（旭・ヤスの一人息子） - 池松壮亮（3歳：田中奏生 / 12歳：今井悠貴）
- たえ子（小料理屋の女将） - 小泉今日子
- 照雲（海雲の息子） - 古田新太
- 市川美佐子（ヤスの妻） - 西田尚美
- 葛原（ヤスの仕事仲間） - 塚地武雅（ドランクドラゴン）
- 萩本（瀬戸内通運課長） - 徳井優
- ヤスの父親 - 平田満
- 海雲（住職） - 神山繁
- 伊達酒造社長 - 達川光男
- 山本（少年の父親） - モロ師岡
- 泰子（たえ子の娘） - 岡本あずさ
- 尾藤（社長） - 及川いぞう
- 幸恵（照雲の妻） - 谷川清美
- アーティスト - 日比野克彦
- 島野昭之（ヤスの異母弟） - 小市慢太郎
- 小林編集長（アキラの上司） - 光石研
- ちかみれい
- 由美（アキラの妻） - 山路梨瀬
- 健介（由美の連れ子） - 西村亮海
- 出版社の受付嬢 - 高畑こと美
- 司会者 - 泉希衣子

#### スタッフ（NHK版）
- 原作 - 重松清『とんび』（角川文庫刊）
- 制作統括 - 鈴木圭
- 脚本 - 羽原大介
- 音楽 - 大友良英
- 演出 - 梶原登城
- エンディングテーマ - 踊ろうマチルダ「箒川を渡って」

#### 受賞（NHK版）
- 2013年度 国際エミー賞最優秀俳優賞
  - ファイナリスト - 堤真一[3] ※俳優部門は日本人で初ノミネート
- モンテカルロ国際テレビ祭
  - 第52回ゴールデンニンフ賞（最優秀作品賞）[4]
- 東京ドラマアウォード2012
  - 2012作品賞優秀賞（単発ドラマ）[5]
- 文化庁芸術祭
  - 第67回 優秀賞（テレビ・ドラマ部門）[6]

#### 放送日程（NHK版）
| 放送回 | 放送日        | 視聴率 |
| ------ | ------------- | ------ |
| 前編   | 2012年1月07日 | 7.5%   |
| 後編   | 1月14日       | 8.7%   |

#### ロケ地（NHK版）
- 岡山県岡山市
- 広島県竹原市
- 福岡県北九州市
- 兵庫県赤穂市

| NHK 土曜ドラマスペシャル                                 | NHK 土曜ドラマスペシャル          | NHK 土曜ドラマスペシャル              |
| 前番組                                                   | 番組名                            | 次番組                                |
| -------------------------------------------------------- | --------------------------------- | ------------------------------------- |
| 真珠湾からの帰還 〜軍神と捕虜第一号〜 （2011年12月10日） | とんび （2012年1月7日 - 1月14日） | キルトの家 （2012年1月28日 - 2月4日） |

### TBS版（2013年）
2013年1月13日から3月17日までTBS系「日曜劇場」枠で放送された。主演は内野聖陽。
原作の時代設定より10年ずらしたリメイク版であり、1972年から2000年が舞台となる。 また、舞台が広島ではない点、終盤の2話を除いて全部旭の回想形式で描かれている点も原作と異なる。
主演の内野は『JIN-仁- 完結編』（2011年4月期）以来となる日曜劇場出演で、TBS系列の連続ドラマでは本作が初主演となる。常盤貴子は『ロング・ラブレター〜漂流教室〜』（2002年1月期、フジテレビ）以来11年ぶりの民放連続ドラマレギュラー出演で、日曜劇場への出演は『Beautiful Life 〜ふたりでいた日々〜』（2000年1月期）以来13年ぶりとなる。
キャッチコピーは「どうしようもなく不器用な父が、ただ一つ、僕を精一杯愛してくれた30年の物語――。」

#### 放送
初回は21:00 - 22:48の2時間スペシャル、最終回は21:00 - 22:24の30分拡大スペシャル。
放送期間中には2013 ワールドベースボールクラシック中継の影響による時間変更があった。第7話は、2013 ワールドベースボールクラシック壮行試合・日本VSオーストラリア放送のため、21:30 - 放送予定だったが、放送延長により1時間5分繰り下げ、22:35 - 23:29の時間帯で放送。第9話は、2013 ワールドベースボールクラシック2次ラウンド・オランダVS日本放送のため、21:30 - 放送予定だったが、放送延長により45分繰り下げ、22:15 - 23:09の時間帯で放送。

#### キャスト（TBS版）
通称は安男が仇名として呼んでいる名前。

##### 市川家
市川安男
演 - 内野聖陽（幼少期：寺田心 / 少年期：高澤父母道）
旭の父親。3月10日生まれ。天ヶ﨑通運運転手。海雲に似ていると周りから言われており、本人は不満に思っている。美佐子が死んでからシングルファザーとして四苦八苦しながら旭を育て、時に優しく、時に厳しく見守っていく。
口調が時に荒いが、情に厚く涙脆い。
市川旭〈26〉
演 - 佐藤健（1歳：榎本城之助 / 3歳：五十嵐陽向 / 6歳：荒川槙 / 11歳：福崎那由他）
安男・美佐子夫婦のひとり息子。1972年9月生まれ。早稲田大学法学部卒業。徳田出版「City Beat」 → 「小学ジャンボ2年生」 → 「文芸誌」編集者。幼いときに母親を亡くし、父親や周りの大人に助けてもらいながら成長することが出来た。
大人になった旭は子供時代に受けた愛情を何かの形で返して行ければと思うようになる。一人親に育てられている健介の朝顔の双葉のような存在になりたいと考え、由美を助ける。
安男とは仲は良く、彼を手本に生きている。最終話で次男・康介が生まれて構ってもらえない不満がきっかけで家出した息子・健介に、父・安男の目の前で健介の左頬を平手打ちし「どれだけ心配したと思ってんだ！」と本気で叱った後優しく抱き締め「もう二度とこんなことすんな」と声をかけ、二度と家出をしないよう約束させた。
市川美佐子
演 - 常盤貴子
安男の妻。旭の母親。旧姓：土屋。早産で予定より1ヶ月早く旭を出産する。
天ヶ﨑通運の建物内で起きた荷崩れから旭を守ろうとして、事故死する。

##### 1972年 - 2000年

###### 天ヶ﨑通運 瀬尾支店
葛原鉄矢
演 - 音尾琢真
安男の後輩社員。
安男からはクズと呼ばれたり殴られたりとろくなことがないが尊敬しており旭の事も気にかけている。かなりチャラい。
山崎
演 - 谷口翔太
新入社員。積み荷を乱雑に積み上げているときに安男に厳しく指導されるが、その言葉通りに正しく直さなかったのが原因で事故が起きる。
山田春夫
演 - 今村均
安男の先輩社員。
萩本
演 - 高橋和也
営業課長。1984年頃東京に栄転、1999年頃常務に昇進。
安男の性格等も理解し東京勤務の時に誰よりも、研修センターの講師をやってほしいと勧めた。

###### 曽根崎家
曽根崎照雲
演 - 野村宏伸
海雲の息子。安男の幼馴染。通称「ナマグサ」。安男の事を考えており、旭を父同様可愛がっている。子供のころから笑って安男のやることを止めなかったため一緒に海雲にげんこつを喰らっている。健介に兄弟についてアドバイスする。
曽根崎幸恵
演 - 加藤貴子
照雲の妻。
曽根崎頼子
演 - 岩本多代
海雲の妻。照雲の母親。
曽根崎海雲
演 - 柄本明
薬師院住職。安男の母親が眠っている墓地の管理をしている。安男と旭の両方を、息子と孫のように可愛がっていた。怖いが町の人には慕われていた。ガンで亡くなる。

###### その他
尾藤
演 - ベンガル
カナエ水産社長。天ヶ﨑通運の取引会社。通称「タコ社長」。
葛原の嫁
演 - 橋本真実
アサイ精肉店など多数の仕事を掛け持ちして働いている。通称「クズ嫁」。
番台のおばちゃん
演 - 青木和代
長年、銭湯「潮の湯」の番台に座っている。幼い頃から安男を知っており、彼の気質から一人で子育てをするのは無理だと思い、旭の将来を心配して見合いを勧める。
たえ子
演 - 麻生祐未
小料理屋「夕なぎ」主人。両親が居ない安男の姉代わりをし、彼の子育てを手伝っている。

##### 1998年 - 2000年

###### 徳田出版など
松本京
演 - 本田翼
六川進之介
演 - 内野謙太
坂本由美 → 市川由美〈33〉
演 - 吹石一恵
徳田出版「Noble」デスク。慶應義塾大学卒。バツイチであり、シングルマザーで息子・健介を育てている。会社のトラブルで健介を迎えに保育園へ行けなかったとき、旭に助けてもらう。最終回で旭と入籍し、旭との子である康介を出産する。
坂本健介 → 市川健介
演 - 黒澤宏貴
由美と前夫の子。面倒を見てくれる旭によくなついている。異父弟の康介が生まれて構ってもらえない不満がきっかけで家出をしてしまい、旭から平手打ちを受けて本気で叱られた。
市川康介
演 -
由美と旭の子。

##### ゲスト

###### 第1話
朝本
演 - 小林勝也
朝本産婦人科院長。安男の息子・旭を取り上げる。

###### 第2話
知善
演 - 増田怜雄
旭の同園生。旭が母親の写真を見て家族の絵を描いているときに同級生の女の子が見せて欲しいと頼んだことが切っ掛けで旭と写真の取り合いに発展する。
旭の大事にしていた写真を破いてしまったことで喧嘩になり、殴られてしまう。
原
演 - 西尾まり
豊海保育園の先生。
園長
演 - 朝加真由美
豊海保育園の園長。
見合い相手
演 - 奥貫薫
結婚していたが夫と死に別れる。番台のおばちゃんの勧めで安男と見合いをする。

###### 第4話
泰子
演 - 徳永えり
たえ子の娘。入籍を控えている。結婚するまでに、永らく離れて暮らしていた母親・たえ子に一目会いたいと思い、父親が母親に頼んでくれたが断られてしまう。それでも諦めることが出来ず父親を伴い、幼馴染で仲の良い安男の職場を訪ねて、協力して貰えるよう頼み込む。
1度は、手紙に代えて会うのを諦めようとするが、葛原の嫁が少し手と知恵を貸し、つい今しがたそこで知り合った女性として、安男が「夕なぎ」へ連れて入った。彼女がもうすぐ結婚することを安男が伝えると、たえ子は、はまぐりのお吸い物を出す。そして「子どもが好きなら強い親になりなさい。強い親っていうのはね、自分がボロボロになっても決して子どもの手を離さない親のこと」とアドバイスする。
泰子は母の人となりと言葉を受け止めた。たえ子も、我が娘であることは一目見た瞬間から気づいていた。だがお互い最後まで名乗らなかった。
肇
演 - 小林隆
農家。たえ子の元夫。泰子の父親。

###### 第5話
林田
演 - 林泰文
健介の同級生の保護者。
山本卓弥
演 - 大内田悠平
旭の高校野球部の後輩。部活中に集中力が無くたるんでいると旭からシゴキを受けるが、そのことに納得行かなかった卓弥は親に助けを求める。理不尽なシゴキに腹を立てた父親（演：東根作寿英）が旭の家に乗り込んでくる。
別府 / 中田
演 - 中島翔太郎 / 勇士武範
旭の高校野球部のチームメイト。

###### 第7話
笹原和夫 / 笹原久子
演 - 森下哲夫 / 澤井孝子
会社を早期退職し、親戚が住んでいる瀬尾市豊海に引っ越してくる。
夕なぎで偶然、顔見知りになった安男から町が綺麗に一望できる場所を教えてもらい、そこで見た初日の出が素晴らしかったと感謝の年賀葉書を安男に送る。
あんちゃん
演 - 柄本佑
尾藤の次男。中華料理「来来軒」店員。通称「タコのイカ息子」。
小林由紀
演 - 長谷川朝晴（第8 - 最終話）
徳田出版「City Beat」 → 「文芸誌」デスク。
島野昭之
演 - 内倉憲二（第8話）
安男の義弟。東京で島野と再婚した女性の連れ子。死ぬ前に安男に一目会いたいと願う父親の想いを叶えるため、義兄に連絡を取る。

###### 第8話
島野
演 - 米倉斉加年（青年期：遠藤憲一）
安男の実父であり、旭の祖父。約50年前に安男を親戚の家に預けて、東京に仕事を探しに行くと故郷をあとにしてから、音信不通になっていた。
営業課長
演 - 伊藤正之（最終話）
天ヶ﨑通運 瀬尾支店 後任の営業課長。

###### 第9話
葛原の孫
演 - 森尾寧仁
大きな車が好きで、葛原の嫁と一緒に天ヶ﨑通運へ遊びに来る。建物内をよちよち歩きし始めたところ、曲がってきたフォークリフトの運転手が気づいて急停止した反動で積み荷の茶箱などが崩れてきた。咄嗟に安男が飛び込む。
大泣きしたが、怪我ひとつせず無事だった。

###### 最終話
近藤
演 - 浅野和之
安男が救急搬送された瀬尾市民病院の担当医師。

#### スタッフ（TBS版）
- 原作 - 重松清『とんび』（角川文庫刊）
- 脚本 - 森下佳子
- 音楽 - 羽毛田丈史
- 演出 - 平川雄一朗、山室大輔、中前勇児
- 主題歌 - 福山雅治「誕生日には真白な百合を」[16]（Universal J）
- 演出補 - 加藤尚樹、吉本香苗、東仲恵吾、川口結、福島宏介
- 予告演出 - 大形美佑葵
- 音楽プロデュース - 志田博英
- 音楽コーディネーター - 溝口大悟
- CG - 田中浩征
- タイトル - 井田久美子
- 殺陣 - 佐々木修平
- 特殊メイク - 佐々木誠人
- 医療指導 - 依田茂樹
- プロデュース - 石丸彰彦
- 協力プロデュース - 中井芳彦
- AP - 飯田和孝
- 製作著作 - TBS

#### 放送日程（TBS版）
| 各話                                                           | 放送日        | サブタイトル | 演出                | 視聴率 |
| -------------------------------------------------------------- | ------------- | --- | ------------------- | ------ |
| 第1話                                                          | 2013年1月13日 | 〜昭和を生きた家族の愛と命の感動物語〜 どうしようもない男がどうしようもなく妻と息子を愛した30年間… 全ての父親に捧ぐ- | 平川雄一朗          | 17.0%  |
| 第2話                                                          | 1月20日       | 最愛の決断- | 平川雄一朗          | 16.1%  |
| 第3話                                                          | 1月27日       | 父と子の反抗期 | 山室大輔            | 16.0%  |
| 第4話                                                          | 2月03日       | 本当のお母さん | 平川雄一朗          | 12.0%  |
| 第5話                                                          | 2月10日       | さらば愛しき人 | 平川雄一朗          | 12.8%  |
| 第6話                                                          | 2月17日       | 父と息子の最期 | 山室大輔            | 12.6%  |
| 第7話                                                          | 2月24日       | 父と子の巣立ち | 中前勇児            | 12.9%  |
| 第8話                                                          | 3月03日       | 父と息子の遺言状 | 平川雄一朗          | 12.6%  |
| 第9話                                                          | 3月10日       | 突然の終わり… | 平川雄一朗 中前勇児 | 18.3%  |
| 最終話                                                         | 3月17日       | 終幕〜父が息子へ… 30年の愛と命の物語が起こす奇跡の贈り物                                                             | 平川雄一朗          | 20.3%  |
| 平均視聴率 15.5%（視聴率はビデオリサーチ調べ、関東地区・世帯） |               | |                     |        |

- 最終回は同局の連続ドラマでは、2011年の『南極大陸』以来となる20%超えを記録し、瞬間最高視聴率は10時21分に25.2%を記録した[18]。また、1月クールの民放における連続ドラマで20%を超えたのは2008年の『薔薇のない花屋』の最終回（22.1%）以来、5年ぶりとなる。

#### 受賞（TBS版）
- 東京ドラマアウォード2013 連続ドラマ部門 優秀賞[19]
- アジア・テレビジョン賞 ドラマ部門 最優秀作品賞[20]

| TBS系 日曜劇場                        | TBS系 日曜劇場                     | TBS系 日曜劇場                           |
| 前番組                                | 番組名                             | 次番組                                   |
| ------------------------------------- | ---------------------------------- | ---------------------------------------- |
| MONSTERS （2012年10月21日 - 12月9日） | とんび （2013年1月13日 - 3月17日） | 空飛ぶ広報室 （2013年4月14日 - 6月23日） |

## 映画
2022年4月8日に公開。監督は瀬々敬久。

### キャスト（映画）
- 市川安男：阿部寛[22]
- 市川旭：北村匠海[22]
- 由美：杏
- 照雲：安田顕
- 幸恵：大島優子
- 広沢：濱田岳
- 尾藤社長： 宇梶剛士
- 萩本課長：尾美としのり
- 葛原：吉岡睦雄
- トクさん： 宇野祥平
- 泰子：木竜麻生
- 健介：井之脇海
- 美月：田辺桃子
- 島野昭之：田中哲司
- 編集長：豊原功補
- 出版社守衛：嶋田久作
- 村田：村上淳
- 海雲：麿赤兒
- 市川美佐子：麻生久美子
- たえ子：薬師丸ひろ子
- 小川和真、森優理斗、飯島大介、足立正生、翁華栄 ほか

### スタッフ（映画）
- 原作：重松清『とんび』（角川文庫刊）
- 監督：瀬々敬久
- 脚本：港岳彦
- 音楽：村松崇継
- 主題歌：ゆず「風信子」
- 製作：堀内大示、藤田浩幸、有馬一昭、藤本鈴子 永田勝美、石垣裕之、田中祐介、酒井一志、五十嵐淳之、三村千鶴、内田章文、中尾公、小原範夫、大森知彦
- 企画：椿宜和、水上繁雄
- 企画プロデュース：伊藤伴雄
- プロデューサー：天馬少京
- ラインプロデューサー：田辺正樹
- アソシエイトプロデューサー：中治人
- 撮影：斉藤幸一
- 照明：豊見山明長
- 録音：髙田伸也
- 美術：磯見俊裕、露木恵美子
- 装飾：龍田哲児
- スクリプター：江口由紀子
- 編集：早野亮
- VFXスーパーバイザー：立石勝
- 音響効果：岡瀬晶彦
- タイトルデザイン：赤松陽構造
- 助監督：海野敦
- 制作担当：鈴木健太
- スタイリスト：纐纈春樹
- ヘアメイク：小泉尚子
- キャスティング：梅本竜矢
- 特殊メイク：百武朋
- スタントコーディネーター：吉田浩之
- 協賛：ネッツトヨタ岡山、広島八谷建設、岡山県貨物運送、岡山ガス
- 後援：岡山県、広島県
- 特別協力：東京都トラック協会
- 配給：KADOKAWA、イオンエンターテイメント
- 制作プロダクション：ディグ&フェローズ
- 製作：「とんび」製作委員会（KADOKAWA、電通、春水堂、イオンエンターテイメント、バップ、ひかりTV、WOWOW、GYAO、ヒューレック、ムービーウォーカー、中国放送、山陽放送、岡山放送、山陽新聞社、テレビせとうち）